# Merogomphus vespertinus
Merogomphus vespertinus är en trollsländeart som beskrevs av Chao 1999. Merogomphus vespertinus ingår i släktet Merogomphus och familjen flodtrollsländor. IUCN kategoriserar arten globalt som otillräckligt studerad. Inga underarter finns listade i Catalogue of Life.